# District de Tel Aviv
Le district de Tel Aviv est un des six districts israéliens. En 2016, sa population de 1 388 400 habitants, se compose de 93,2 % de juifs, de 1,2 % de musulmans et de 0,8 % de chrétiens. Sa capitale est Tel Aviv-Jaffa.
Il s'agit du plus petit district israélien avec une superficie de 176 km2.

## Subdivisions
| Sous-districts | Villes | Conseil local                            |
| -------------- | --- | ---------------------------------------- |
| Tel Aviv       | - Tel Aviv-Jaffa תל אביב יפו - Bat Yam בת ים - Bnei Brak בני ברק - Givatayim גבעתיים - Herzliya הרצליה - Holon חולון - Kiryat Ono קרית אונו - Or Yehuda אור יהודה - Ramat Gan רמת גן - Ramat HaSharon רמת השרון | - Azor אזור - Kfar Shemaryahu כפר שמריהו |